# تيري دي لا ميسا ألين سينيور
تيري دي لا ميسا ألين سينيور (بالإنجليزية: Terry de la Mesa Allen)‏ هو لاعب البولو وعسكري أمريكي، ولد في 1 أبريل 1888 في يوتا في الولايات المتحدة، وتوفي في 12 سبتمبر 1969 في إل باسو في الولايات المتحدة.

## وصلات خارجية
- تيري دي لا ميسا ألين سينيور على موقع أوليمبيديا (الإنجليزية)